# Говора (Олт)
Говора (рум. Govora) насеље је у Румунији у округу Олт у општини Бобичешти. Oпштина се налази на надморској висини од 138 m.

## Становништво
Према подацима из 2002. године у насељу је живело 98 становника, од којих су сви румунске националности.